# Seigo Ikeda
 (juin 2022).
Si vous disposez d'ouvrages ou d'articles de référence ou si vous connaissez des sites web de qualité traitant du thème abordé ici, merci de compléter l'article en donnant les références utiles à sa vérifiabilité et en les liant à la section « Notes et références ».
Seigo Ikeda (池田 誠剛, Ikeda Seigō, né le 16 décembre 1960 à Urawa-ku au Japon), est un joueur japonais de football qui évoluait au poste de milieu de terrain, avant de devenir ensuite entraîneur.

## Palmarès
Furukawa Electric
- Coupe du Japon :
  - Finaliste : 1984.

- Ligue des champions de l'AFC (1) :
  - Vainqueur : 1986.